# 大関高増
大関 高増（おおぜき たかます）は、戦国時代から安土桃山時代にかけての武将・大名。

## 生涯

### 大関氏相続
大田原資清の長男として大永7年（1527年）に生まれたとされる。
天文11年（1542年）頃、父の政略で大関宗増の養嗣子となり、家督を継いで白旗城主となった。天文18年（1549年）の喜連川五月女坂の戦いで初陣して戦功を挙げた。天文20年（1551年）、従五位下・右衛門佐に叙任。後に美作守になった。

### 那須氏との抗争
永禄3年（1560年）、小田倉の戦いでは、白河結城氏・蘆名氏の侵攻に際し那須資胤を援け、防戦に努めたが、戦後、合戦に苦戦した事を非難され、主家と対立。高増は大田原氏ら上那須衆と共に佐竹氏に内通した。以後、上那須衆と那須氏の間で戦いが繰り返され、永禄9年（1566年）には佐竹氏・下野宇都宮氏も加わり資胤を攻撃。しかし資胤の奮戦に退けられ、翌年、佐竹義重と共に大崖山で那須氏と戦うが、再び退けられた。

### 那須氏重臣として
資胤との戦いにいずれも敗れた大関氏・大田原氏は、永禄11年（1568年）、資胤と和睦。高増は剃髪し主家に反抗した罪を謝した。その後は那須七騎の筆頭的な人物として主家を支え、那須資晴の代には那須氏における最有力者として権勢を誇った。天正4年（1576年）、居城を白旗城から黒羽城に移した。天正6年（1578年）、次男・清増に家督を譲ったが実権は握り続けた。
天正13年（1585年）3月、主君・那須資晴と共に薄葉ヶ原の戦いにて塩谷義綱・宇都宮国綱連合軍を打ち破り、大関勢は多くの首級を挙げた。同年12月には主君・資晴の了承を得て千本資俊・資政親子を謀殺し、千本氏の遺領の一部を弟である福原資孝・大田原綱清らと分割し、実家である茂木氏に戻されていた資俊の養子・千本義隆に千本氏の家督を継がせた。また、同年末から翌天正14年（1586年）1月にかけて、こちらも資晴の了承を得て、次男・清増を伊王野資信の所領に攻めこませ、清増が勝利したことにより講和の条件として伊王野領の東郷を割譲させるなど、専断的な行動も目立った。

### 独立
天正18年（1590年）の小田原征伐では、主家の那須氏が遅参し、改易されたのに対し、いち早く参陣し10,000石の所領を安堵され、また長男・晴増にも3,000石が与えられた事によって大関氏は13,000石を領する大名となった。
没年月日は寛永諸家系図伝では慶長5年（1600年）1月14日となっていたが、寛政重修諸家譜では慶長3年（1598年）1月14日に訂正されている。享年72（寛政重修諸家譜）。

## 系譜[1]
- 父：大田原資清
- 母：金丸河内守の娘
- 養父：大関宗増
- 正室：宇留野義元の娘（-慶長19年6月19日）：法名は献宝院殿珠英宗玉。高増は大田原氏の出で、妻は佐竹氏の出のため、大関氏の血脈はこの代で断絶している。
  - 長男：大関晴増（1561-1596）：白河義親の養子になるが、のち解消
  - 次男：大関清増（1565-1587）
  - 次女：千本資政の妻。のち離縁されるが、それが千本氏滅亡の引き金になる。のち蘆野盛泰の妻
  - 三男：大関資増（1576-1607）：下野国黒羽藩初代藩主
- 生母不詳の子女
  - 長女：金丸資満の妻（-慶長17年2月18日）：法名は妙蓮院聯室元芳。この金丸氏は那須氏の庶流
  - 四男：浄法寺茂直：浄法寺胤資の養子になる